# 국도 제190호선 (일본)

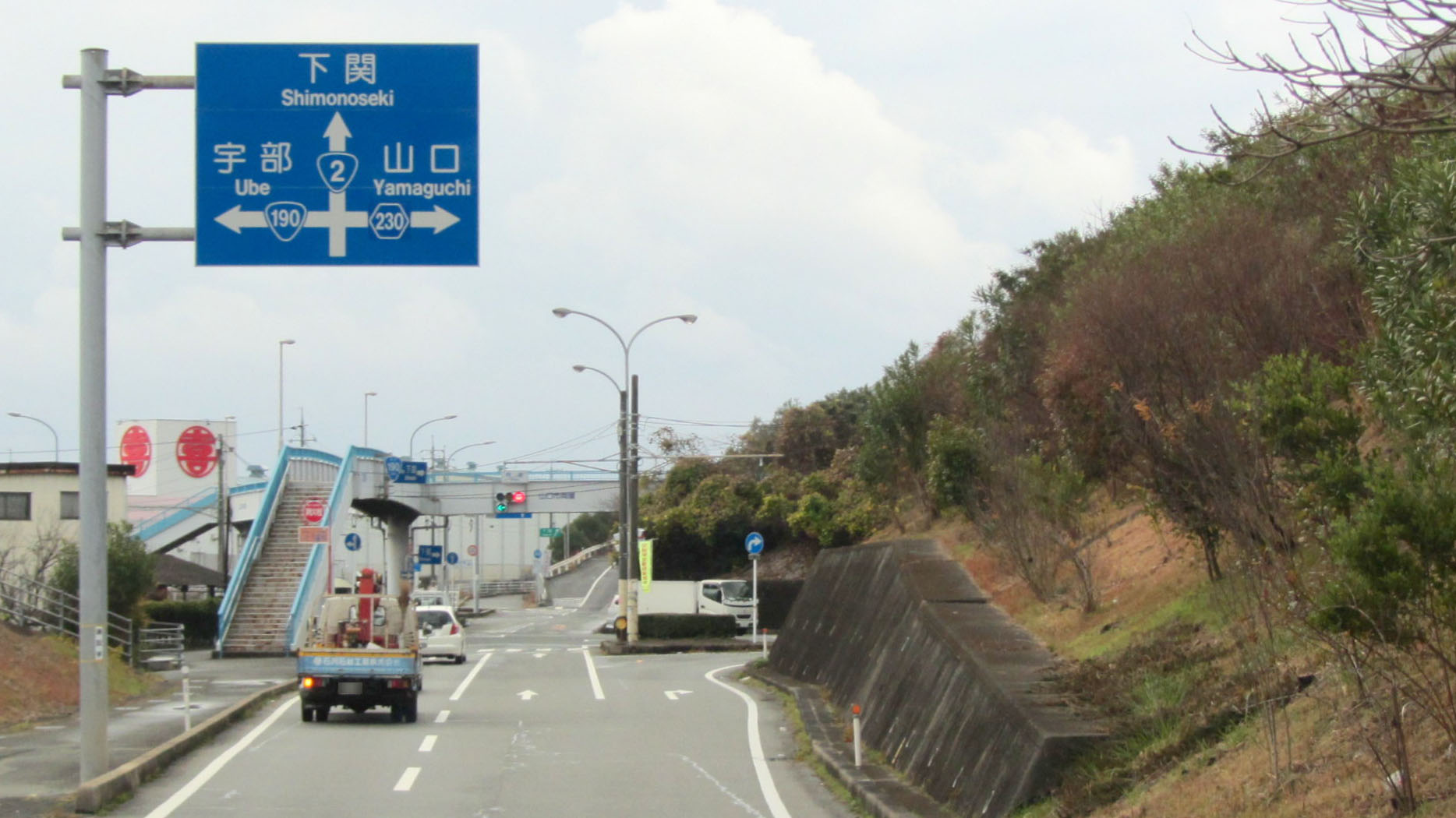
190번 국도의 기점
야마구치현 야마구치시 오카야 교차로

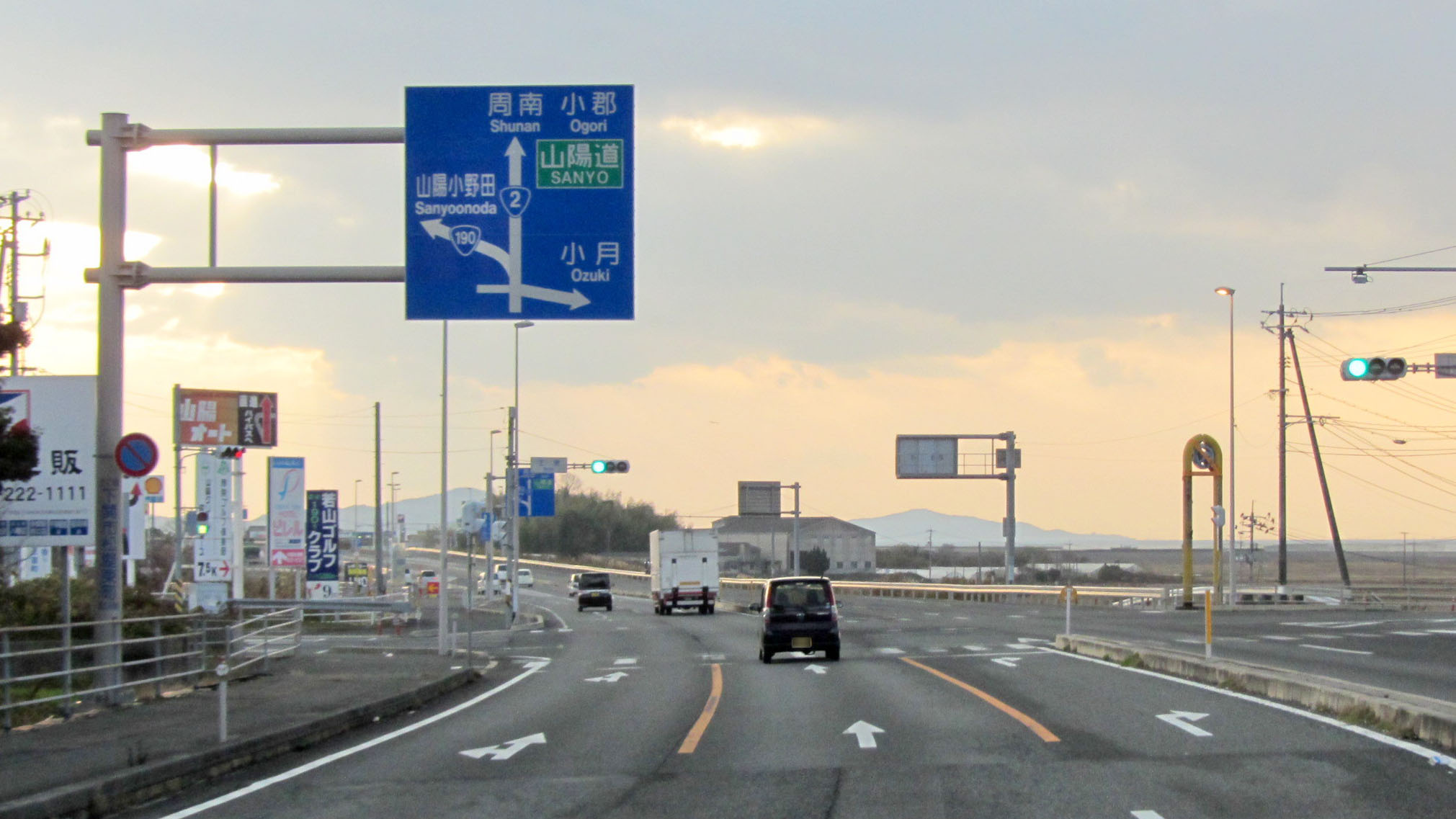
190번 국도의 종점 부근
이 곳에서는 2번 국도와 접촉하고 있다.

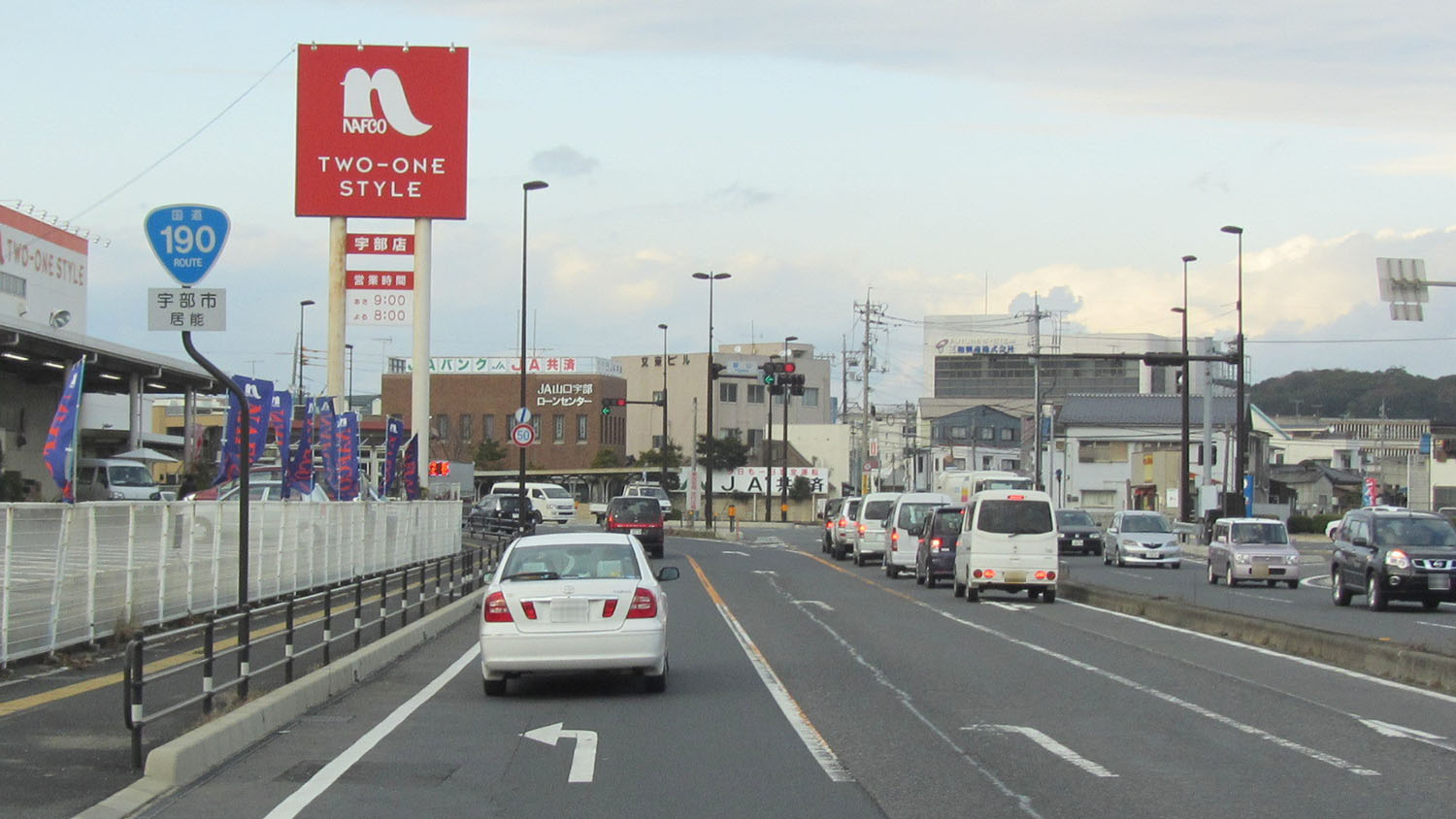
야마구치현 우베시 이노초
(2012년 12월)

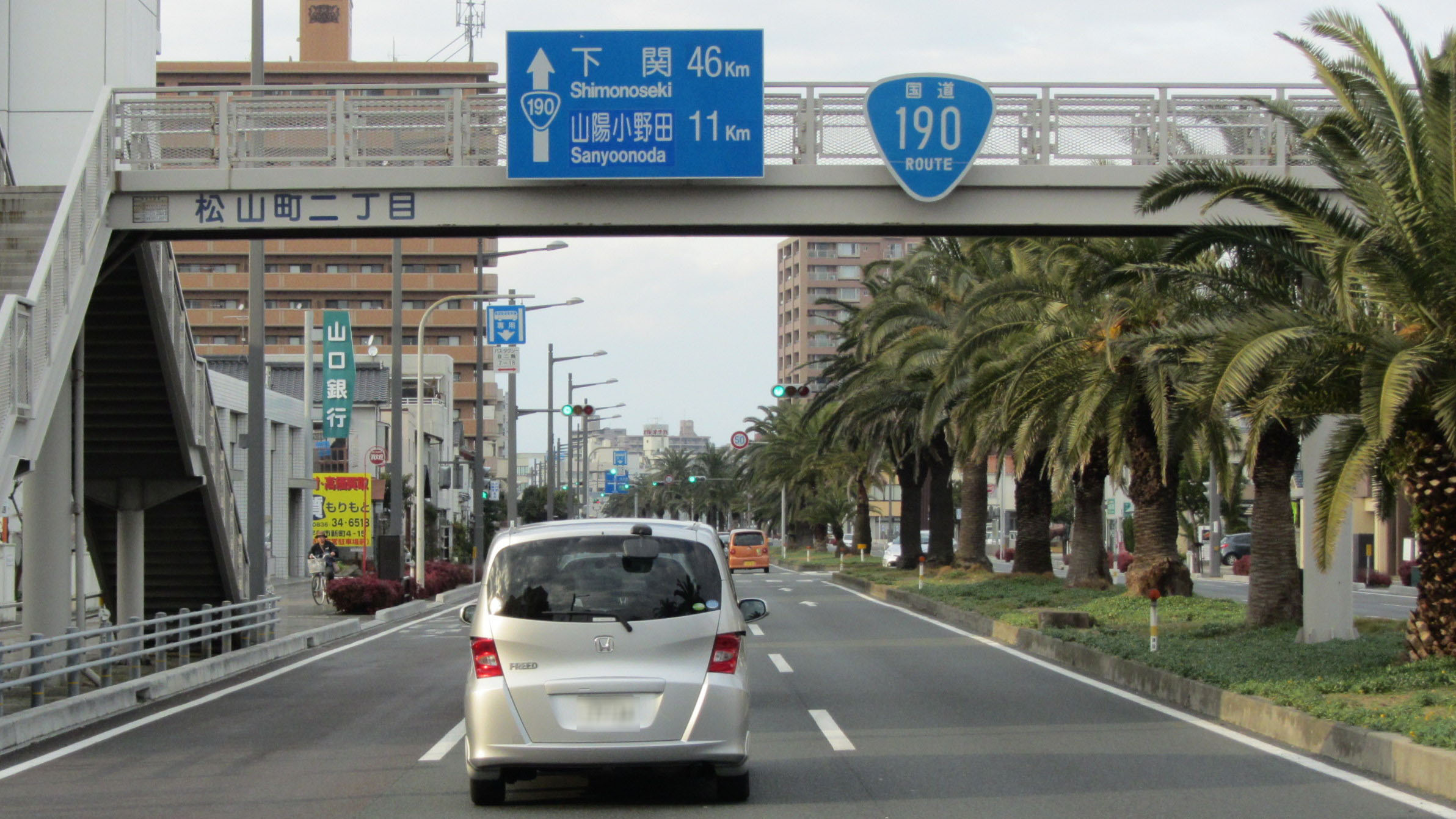
야마구치현 우베시 마쓰야마초 2초메
(2012년 12월)

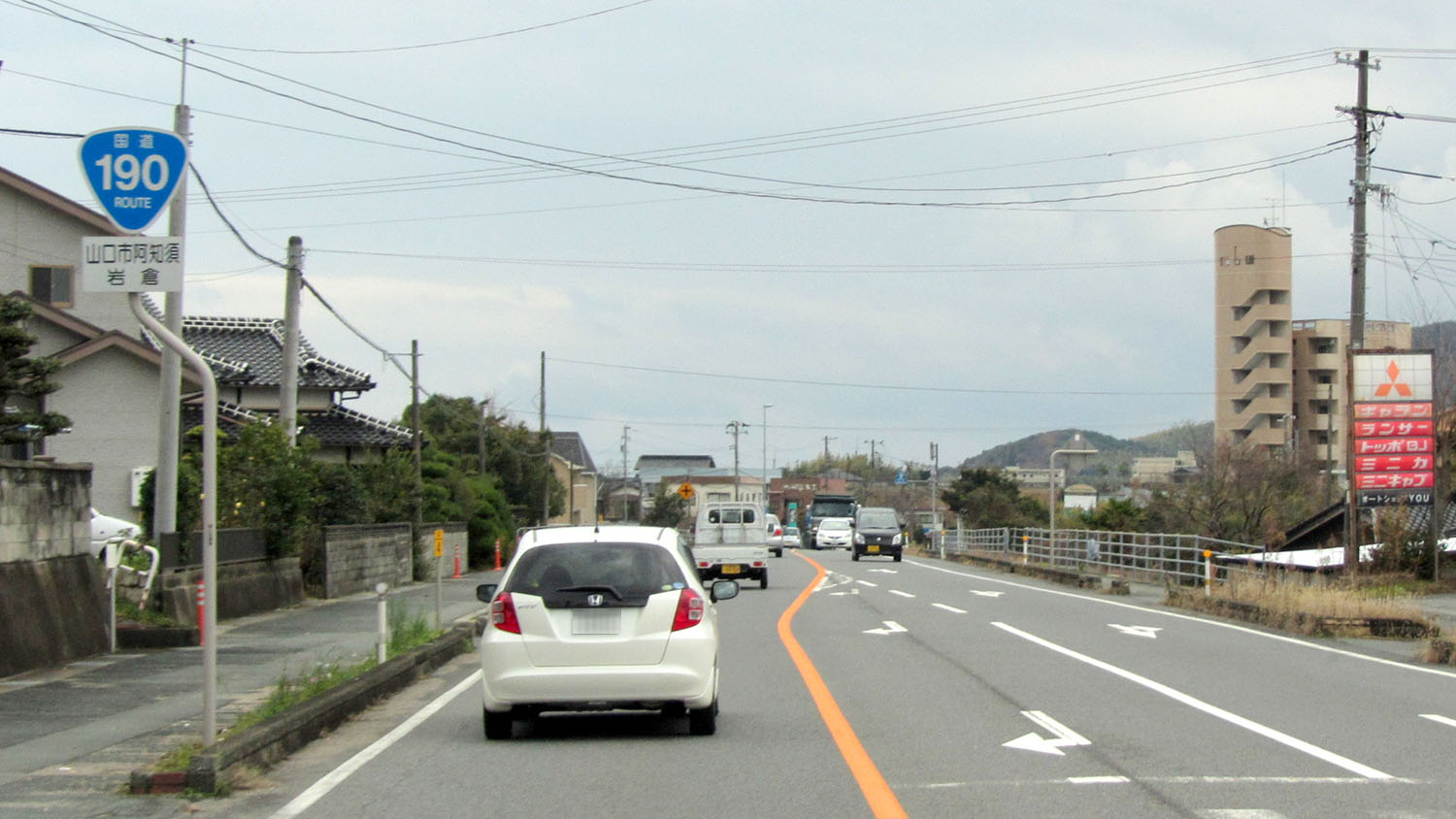
아지스 바이패스
야마구치현 야마구치시 아지스

일본 190번 국도(일본어: 国道190号→국도 190호)는 야마구치현 야마구치시에서 산요오노다시까지 이어주는 일본의 일반 국도 노선이다.

## 개요
야마구치시에서 우베시를 경유하여 산요오노다시까지 이르는 구간에서 산을 넘어 오는 고갯길인 옛 산요도(사이고쿠 가도) 위를 통과하고 있는 2번 국도 및 9번 국도에 대해 동일한 구간에 국도 2·9호선의 해상 측 (스오우나다 연안 일대)를 통과하고 있어, 해안가의 각 지역을 연결시켜 주는 총 연장 43.7 km의 일반 국도다. 
인구가 가장 많은 우베시의 중심지를 거쳐 가며, 야마구치현 내에서도 유수한 교통량을 자랑받고 있는 노선으로, 그 중 우베시의 후지야마 교차로와 고토가와 대교의 교통량이 야마구치현 내에서 가장 높은 수준에 이른다.
야마구치시 오고리카미고에서 아지스 사이의 구간은 212번 야마구치현도가, 야마구치시에서 우베시 사이의 구간은 야마구치-우베 도로 및 우베 만안도로(6번 야마구치현도)가, 우베시에서 산요오노다시 사이의 구간은 산요 자동차도의 우베~시모노세키선이 각각 병주하고 있으며, 190번 국도의 기능을 보완해준다.

### 노선 정보
일반 국도의 노선을 지정하고 있는 정령에 의거한 기종점 및 경유지는 다음과 같다.
- 기점: 야마구치시 (오카야 교차로 = 2번 국도 및 9번 국도와의 교점)
- 종점: 야마구치현 아사군(일본어판) 산요정 (2번, 9번 국도와의 교점)
- 주요 경유지: 야마구치현 요시키군 (야마구치현) (일본어판) 아지스정[A], 우베시, 오노다시[B]
- 총 연장: 43.7 km
- 중용 연장: 없음
- 미공용 연장: 없음
- 실제 연장: 43.7 km
- 현도: 43.7 km
- 구도: 없음
- 신도: 없음

## 역사
- 1953년 (쇼와 28년) 5월 18일 : 2급 국도 190호 야마구치 하부선(야마구치시 ~ 야마구치현 아사군 하부정)으로 지정 시행
- 1960년 (쇼와 35년) 6월 20일 : 합병에 따른 정명 변경에 의해 2급 국도 190호 야마구치 산요선(야마구치시 ~ 야마구치현 아사군 산요정)으로 노선명 재지정
- 1965년 (쇼와 40년) 4월 1일 : 1, 2급 등의 구분을 없애고 일반 국도 190호선으로 전환
- 1966년 (쇼와 41년) : 고토가와 바이패스(일본어판)가 완성됨.
- 1967년 (쇼와 42년) : 국도 190호선의 2단계 개축 착공
- 1968년 (쇼와 43년) : 도코나미 바이패스(일본어판)가 개통됨.
- 1976년 (쇼와 51년) 12월 : 아지스 바이패스(일본어판)가 개통됨.

## 지리

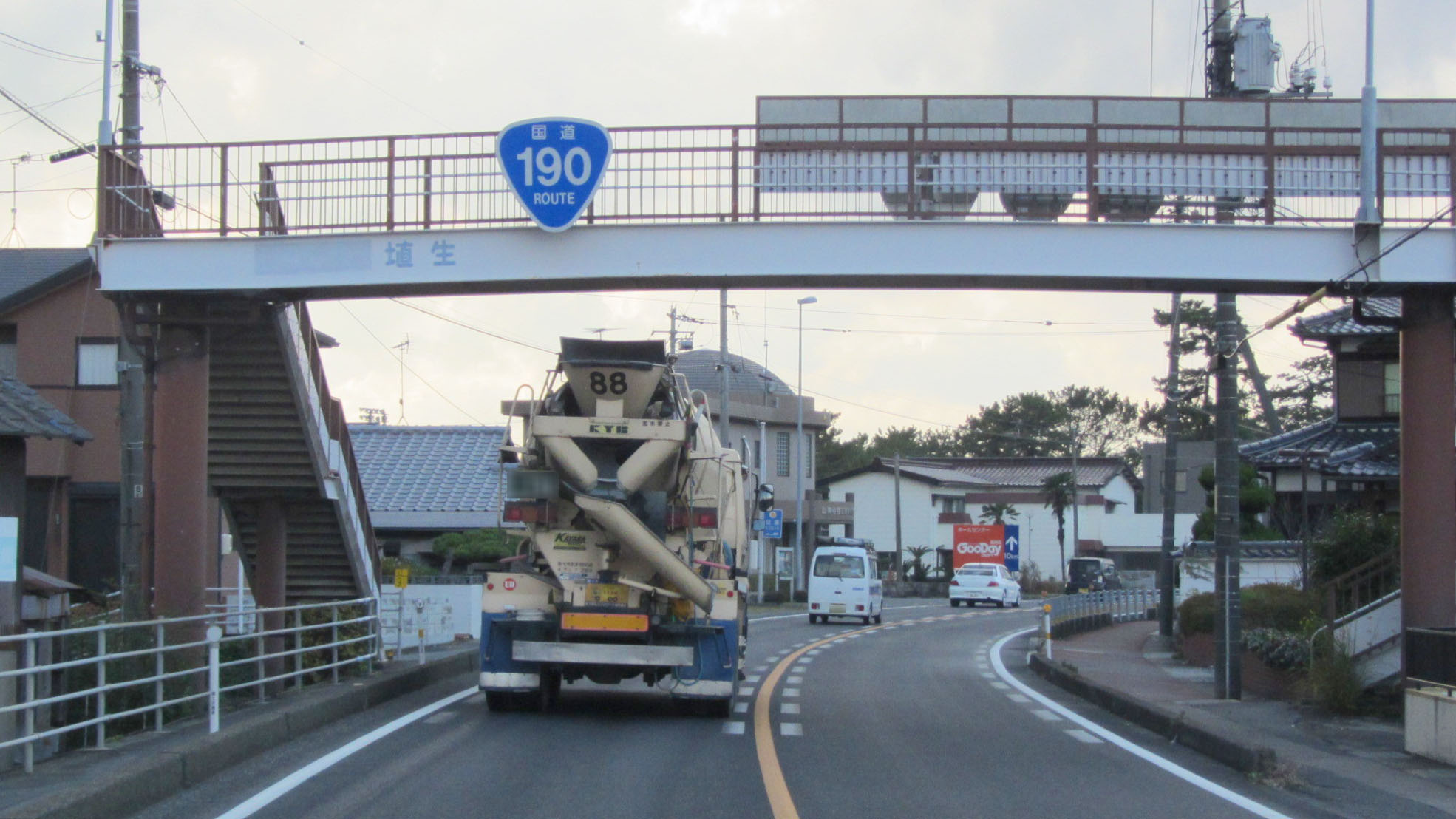
야마구치현 산요오노다시 하부
(2012년 12월)

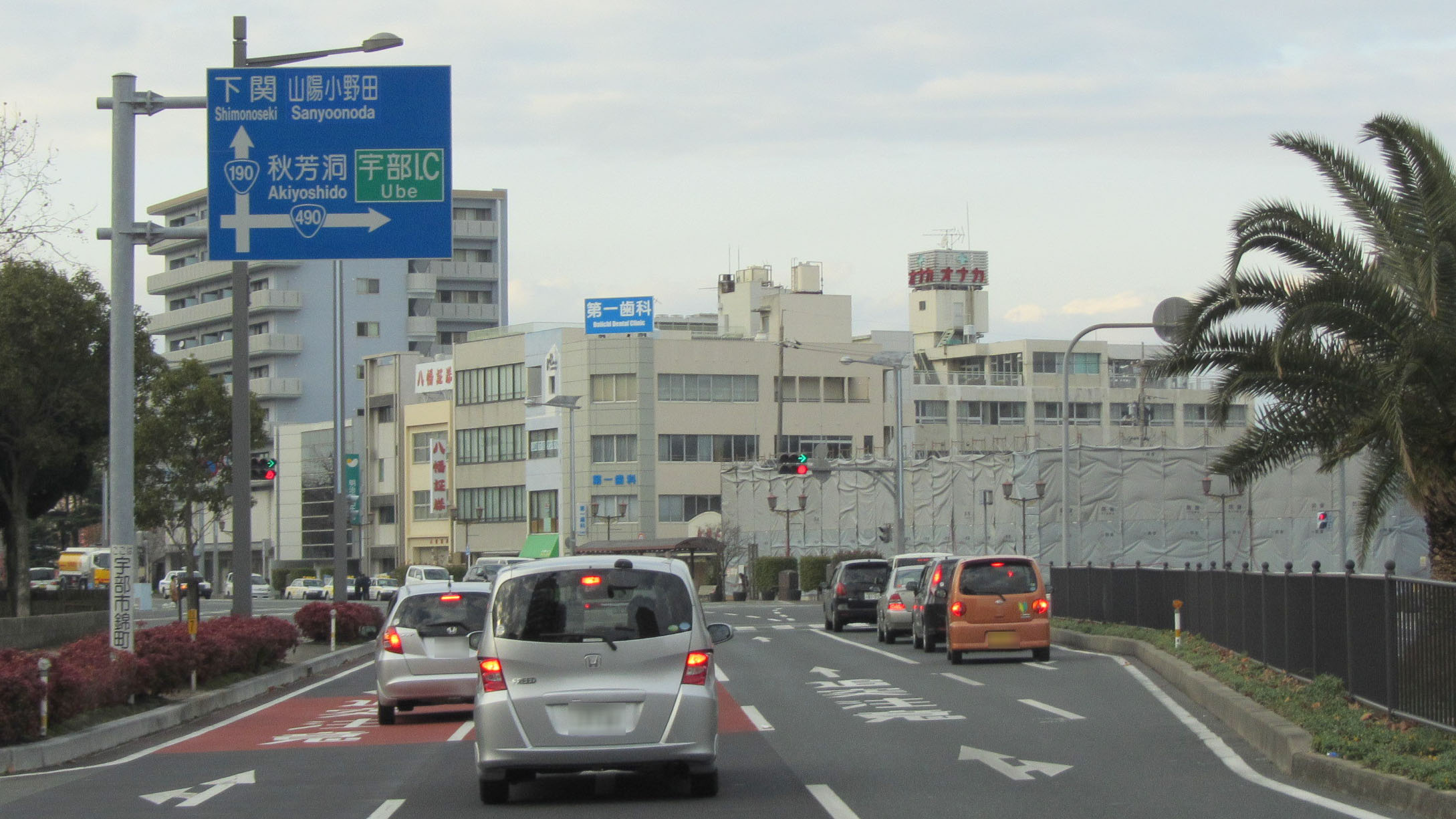
국도 제490호선과의 분기
야마구치현 우베시 마쓰야마초 1초메

### 통과하는 지자체
- 야마구치현
  - 야마구치시 - 우베시 - 산요오노다시

### 통과하는 도로

#### 고속도로
- 야마구치-우베 도로(일본어판)
- 우베 만안도로(일본어판)

#### 국도
- 2번 국도
- 9번 국도
- 490번 국도(일본어판)

#### 현도
- 25번 야마구치현도
- 213번 야마구치현도
- 212번 야마구치현도
- 219번 야마구치현도
- 220번 야마구치현도
- 55번 야마구치현도
- 354번 야마구치현도
- 30번 야마구치현도
- 223번 야마구치현도
- 71번 야마구치현도
- 226번 야마구치현도
- 229번 야마구치현도

### 연선 시설
- 미치노에키 기라라 아지스(일본어판)
- 선파크 아지스(일본어판)
- 국립병원기구 야마구치우베 의원센터(일본어판)
- 도키와 공원(일본어판)
- 우베 시역소
- 오우키 온천·이토네 온천(일본어판)